# Antigua casa de socorro de La Trinidad

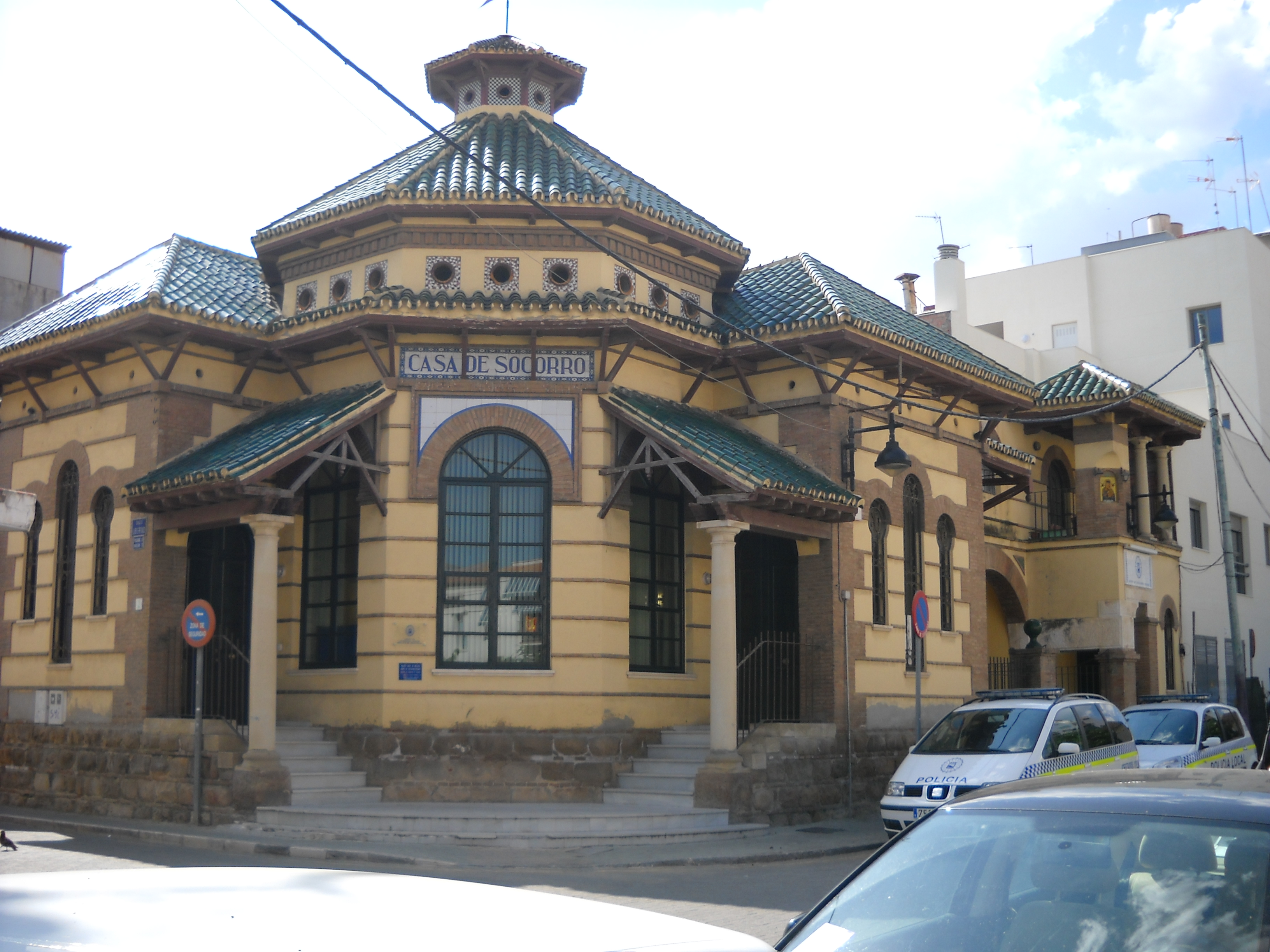
Casa de socorro de La Trinidad.

La antigua casa de socorro de La Trinidad es un edificio del distrito Centro de Málaga (España). Se trata de una obra de 1918 del arquitecto Fernando Guerrero Strachan. Fue rehabilitada en 1993 por Ciro de la Torre Fragoso y ha vuelto a ser reacondicionada en 2024.

## Características
De planta poliédrica, el edificio combina distintos tipos de texturas, vanos, tonalidades y diferentes alturas consiguiendo junto con la decoración un buen ejemplo de la variante del regionalismo neomudéjar conocida como alhambrismo. Fue edificado por iniciativa del ayuntamiento y de destacadas familias de la burguesía local. Situado en Perchel Norte, es muy similar en cuanto a tipología y estilística a la antigua casa de socorro de El Molinillo, situada al otro lado del río Guadalmedina. Fue concebido como establecimiento sanitario y benéfico. 
Tras la rehabilitación de 1993 pasó a ser ocupado como comisaría de la policía localhasta 2023. En 2024 se reacondiciona el edificio para alojar una incubadora de empresas relacionadas con la cultura, dentro de la red de  incubadoras de Promalaga